# ハミングバード (YUKIの曲)
「ハミングバード」は、YUKIの6枚目のシングル。

## 概要
前作「センチメンタルジャーニー」からちょうど1ヶ月後にリリースされた2003年第2弾シングルであり、2ndアルバム『commune』の1週間前にリリースされた先行シングル。タイトル曲「ハミングバード」とカップリング曲「三日月」の2曲を収録。カップリング曲「三日月」は、後に『BETWEEN THE TEN』に収録されている。
初回仕様CDのジャケットには、YUKIのそっくりさんの写真が使用されている（全3種）。ジャケットの折り曲げ方を変えると、本物のYUKIの写真を表にすることが可能。また、YUKIのステッカーが封入されている。
産休前にリリースされた作品であり、ミュージックビデオでは妊娠姿のYUKIを見ることができる。楽曲を提供したCaravanは、後に一部の歌詞を変えてセルフカバーしており、ラジオ番組内でYUKIとのセッションを披露した。

## 収録曲
（全編曲：會田茂一）
1. ハミングバード
  - 作詞：YUKI、Caravan／作曲：Caravan／ストリングス編曲：斎藤ネコ
2. 三日月
  - 作詞：YUKI／作曲：會田茂一

## 収録アルバム
- commune（#1）
- five-star（#1）